# Чемпионат Европы по шорт-треку 2024
27-й Чемпионат Европы по шорт-треку 2024 проходил с 12 по 14 января 2024 года в третий раз подряд на ледовой арене Оливия в Гданьске, Польша. В соревнованиях принимали участие спортсмены из 24 стран Европы.
Из-за российского вторжения на Украину Россия и Беларусь не были допущены к соревнованиям.

## Медальный зачёт
*   Принимающая страна (Польша)
| Место          | Страна         | Золото | Серебро | Бронза | Всего |
| -------------- | -------------- | ------ | ------- | ------ | ----- |
| 1              | Нидерланды     | 4      | 4       | 2      | 10    |
| 2              | Италия         | 4      | 2       | 0      | 6     |
| 3              | Бельгия        | 1      | 1       | 4      | 6     |
| 4              | Польша*        | 0      | 1       | 1      | 2     |
| 5              | Великобритания | 0      | 1       | 0      | 1     |
| 6              | Венгрия        | 0      | 0       | 1      | 1     |
| 6              | Франция        | 0      | 0       | 1      | 1     |
| Всего стран: 7 | Всего стран: 7 | 9      | 9       | 9      | 27    |

## Медалисты

### Мужчины
Призёры по результатам соревнований:
| Событие         | Золото                                                           | Золото   | Серебро                                                                               | Серебро  | Бронза                                                                    | Бронза   |
| --------------- | ---------------------------------------------------------------- | -------- | ------------------------------------------------------------------------------------- | -------- | ------------------------------------------------------------------------- | -------- |
| 500 м           | Пьетро Сигель Италия                                             | 41.428   | Тён Бур Нидерланды                                                                    | 41.512   | Стейн Десмет Бельгия                                                      | 41.623   |
| 1000 м          | Пьетро Сигель Италия                                             | 1:26.008 | Найл Трейси Великобритания                                                            | 1:26.111 | Стейн Десмет Бельгия                                                      | 1:26.151 |
| 1500 м          | Пьетро Сигель Италия                                             | 2:21.555 | Фрисо Эмонс Нидерланды                                                                | 2:21.583 | Ицхак де Лаат Нидерланды                                                  | 2:21.623 |
| Эстафета 5000 м | Нидерланды · Фрисо Эмонс · Ицхак де Лаат · Кай Хёйсман · Тён Бур | 7:24.370 | Бельгия · Стейн Десмет · Уорд Петре · Адриан Девагтере · Варре ван Дамме · Энцо Прост | 7:24.393 | Польша · Лукаш Кучиньский · Михал Невиньский · Феликс Пижон · Диан Селлье | 7:30.056 |

### Женщины
Призёры по результатам соревнований:
| Событие         | Золото                                                                             | Золото   | Серебро                                                                                   | Серебро  | Бронза                                                               | Бронза   |
| --------------- | ---------------------------------------------------------------------------------- | -------- | ----------------------------------------------------------------------------------------- | -------- | -------------------------------------------------------------------- | -------- |
| 500 м           | Ксандра Велзебур Нидерланды                                                        | 42.587   | Сельма Паутсма Нидерланды                                                                 | 42.734   | Ханне Десмет Бельгия                                                 | 42.825   |
| 1000 м          | Ханне Десмет Бельгия                                                               | 1:33.675 | Сельма Паутсма Нидерланды                                                                 | 1:34.293 | Ксандра Велзебур Нидерланды                                          | 1:34.453 |
| 1500 м          | Элиза Конфортола Италия                                                            | 2:45.511 | Глория Иориатти Италия                                                                    | 2:45.514 | Ребека Силицеи-Немет Венгрия                                         | 2:46.890 |
| Эстафета 3000 м | Нидерланды · Яра ван Керкхоф · Сельма Паутсма · Ксандра Велзебур · Диде ван Орсхот | 4:14.234 | Италия · Арианна Сигель · Глория Иориатти · Кьяра Бетти · Элиза Конфортола · Катя Филиппи | 4:14.426 | Франция · Гвендолин Доде · Орели Левек · Беренис Комби · Клоэ Оливье | 4:18.934 |

### Смешанная эстафета
| Event           | Золото                                                                                   | Золото   | Серебро | Серебро  | Бронза                                                                                  | Бронза   |
| --------------- | ---------------------------------------------------------------------------------------- | -------- | --- | -------- | --------------------------------------------------------------------------------------- | -------- |
| Эстафета 2000 м | Нидерланды · Сельма Паутсма · Ксандра Велзебур · Яра ван Керкхоф · Кай Хёйсман · Тён Бур | 2:41.376 | Польша · Лукаш Кучиньский · Михал Невиньский · Камила Стормовская · Диан Селлье · Никола Мазур · Габриэла Топольская | 2:41.385 | Бельгия · Тинеке ден Дюлк · Стейн Десмет · Ханне Десмет · Уорд Петре · Адриан Девагтере | 2:41.474 |